# Richard de Aragues
Richard de Aragues (...) è un regista britannico.

## Biografia
Suo padre è originario dell'Aragona. De Aragues studiò all'Ampleforth College e sviluppò un forte interesse per il motociclismo a Leeds. Si trasferì a New York e qui iniziò a studiare cinema. Ha diretto diversi spot pubblicitari prima di debuttare al cinema con TT3D: Closer to the Edge nel 2011. Il film è un documentario sulle gare motociclistiche Tourist Trophy che si tengono ogni anno nell'Isola di Man. TT3D: Closer to the Edge fu un successo di pubblico e critica, diventando il settimo documentario di maggiore incasso nel Regno Unito.

## Filmografia
- TT3D: Closer to the Edge (2011)